# Улица Вахтангова (Владикавказ)

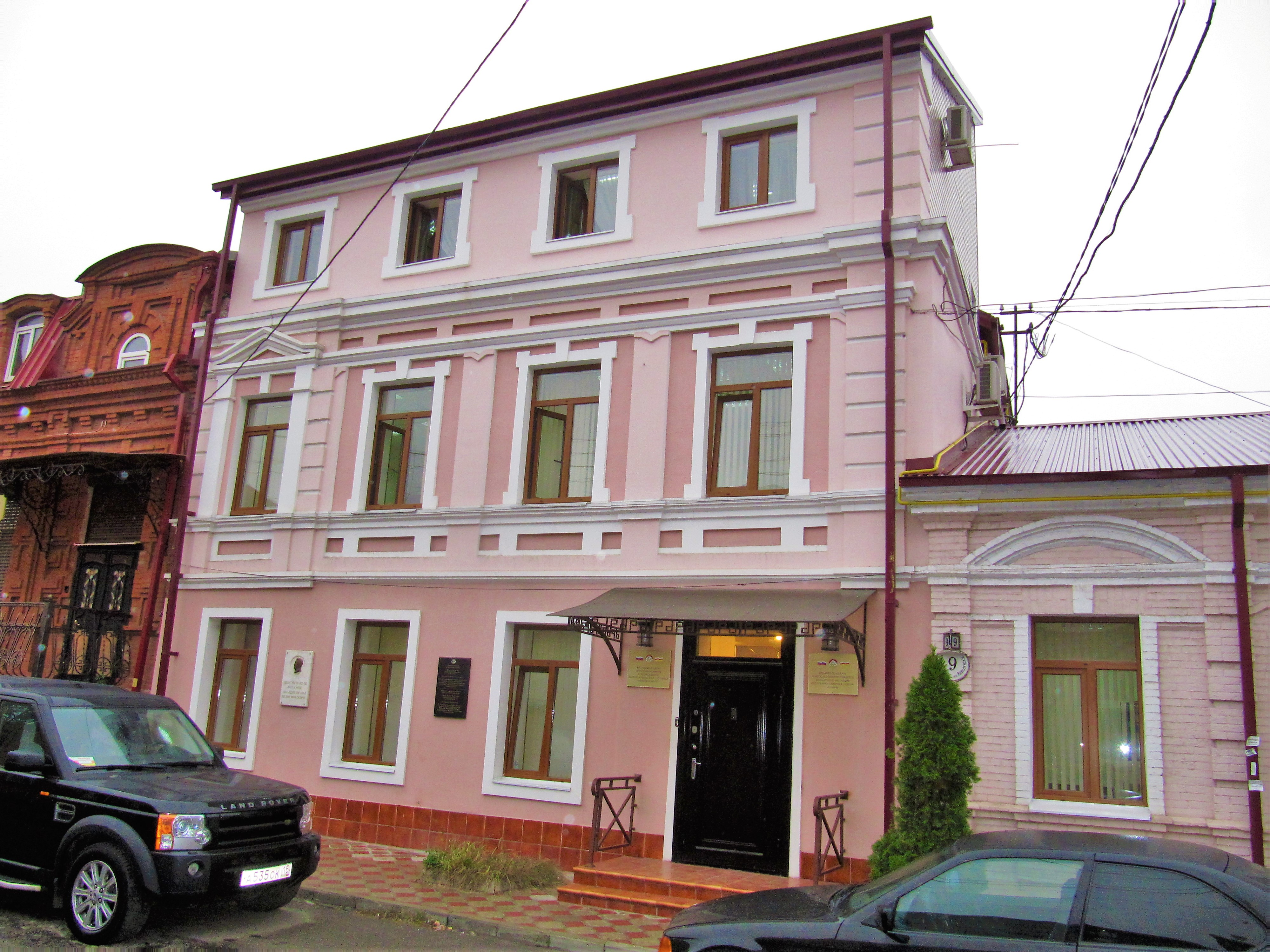
Дом № 9 — объект культурного наследия Российской Федерации

Улица Вахтангова (ранее переулок Вахтангова) — улица во Владикавказе, Северная Осетия, Россия. Располагается в Иристонском муниципальном округе. Начинается от улицы Куйбышева и заканчивается улицей Джанаева.

## История
Улица названа в честь театрального режиссёра Евгения Багратионовича Вахтангова, который родился во Владикавказе на современной улице Чермена Баева в доме около армянской церкви святого Григория Просветителя.
Переулок образовался в середине XIX века и впервые был отмечен на плане города Владикавказа «Карты Кавказского края» как переулок Лебедевский. Переулок носил имя местного промышленника и первого городского головы Ефима Филипповича Лебедева, которому принадлежали все дома, находившиеся на этом переулке. Упоминается под этим же названием в Перечне улиц, площадей и переулков от 1911 и 1925 годов.
10 мая 1949 года переулок Лебедевский был переименован в переулок Вахтангова.

## Достопримечательности
- дом 2/ Куйбышева, 5 — здание, где в 1942 году размещалась рота автоматчиков 34-го стрелкового полка Орджоникидзевской дивизии НКВД, отсюда ушёл в свой последний бой Герой Советского Союза Пётр Парфёнович Барбашов.
- дом 9 — в 1912—1921 годах в нём проживал революционер С. М. Киров[5]. Объект культурного наследия Российской Федерации[6]. В советское время здесь был дом-музей С. М. Кирова. В настоящее время в этом здании находится комитет по охране и использованию объектов культурного наследия Республики Северной Осетии.
- дом 11/ Джанаева, 20 — здание бывшей Торговой фирмы Кираказова — Оганова, архитектор Е. И. Дескубес. Дом, в котором жил активный участник борьбы за власть Советов В. В. Будагов. Памятник истории культурного наследия России. На втором этаже этого здания находятся Министерство культуры Северной Осетии и Союз писателей Северной Осетии.